# Università della Groenlandia
L'Università della Groenlandia (in groenlandese: Ilisimatusarfik; in danese: Grønlands Universitet) è l'unica università della Groenlandia. Si trova nella capitale Nuuk. Vengono tenute poche lezioni in groenlandese, la maggior parte sono in danese.
L'università registrava circa 150 studenti iscritti nel 2007, attualmente sono circa 600. La maggior parte è costituita da residenti locali. Ci sono 19 persone impiegate nello staff accademico e 5 in quello tecnico-amministrativo.
Il modesto numero di studenti è dovuto in parte ad una politica governativa che permette agli studenti di frequentare gratuitamente corsi accademici ovunque in Europa o in Nord America, con la maggior parte degli studenti che si iscrivono ad università danesi.

## Storia
L'Università della Groenlandia è stata fondata nel 1987 per fornire un'istruzione superiore ai cittadini groenlandesi ed ottenne lo status di università nel 1989. Originariamente era situata nella ex-sede della Chiesa della Moravia, a Neu Herrnhut, successivamente  nel 2009 fu trasferita in un complesso appositamente costruito, l'Ilimmarfik. L'università ha un budget di 14.8 milioni di corone danesi.

## Dipartimenti

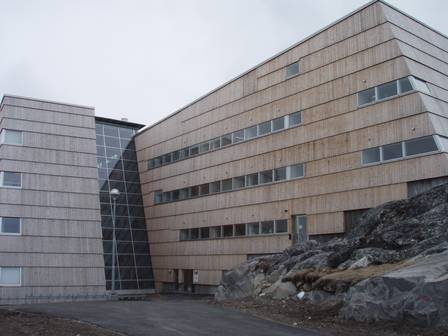
Campus universitario Ilimmarfik a Nuuk

L'università ha nove dipartimenti divisi in tre strutture:
- Dipartimento di Lingua, Letteratura e Mezzi di comunicazione
- Dipartimento di Storia culturale e sociale
- Dipartimento di Teologia
- Dipartimento di Traduzione
- Dipartimento di Scienze Sociali
- Dipartimento di Scienze Politiche (Politica, Economia, Sociologia e Diritto)
- Dipartimento di Giornalismo
- Dipartimento di Scienze dell'Educazione
- Dipartimento di Scienze Infermieristiche e della salute[2]

L'università assegna lauree (bachelor) in tutti i dipartimenti e lauree magistrali (master) in alcuni settori. Corsi di dottorato di ricerca vengono offerti ad alcuni studenti.

## Biblioteca
La biblioteca possiede circa 18.000 volumi.